# Third Album (альбом Shocking Blue)
| Оценки критиков | Оценки критиков |
| Источник        | Оценка          |
| --------------- | --------------- |
| Allmusic        | [ 1 ]           |

Third Album — четвёртый студийный альбом голландской рок-группы Shocking Blue, выпущенный в 1971 году на лейбле Pink Elephant.
Несмотря на название, это четвёртый альбом группы, однако он третий с участием вокалистки Маришки Вереш. Альбом был переиздан под другим названием Shocking You.

## Об альбоме
В начале 1971 года, насладившись успехом предыдущего альбома Scorpio's Dance и сингла «Never marry a railroad man», который занял высокие позиции в европейских чартах, Shocking Blue приступают к записи нового альбома в Бларикюме, недалеко от Амстердама. На несколько месяцев к группе присоединился гитарист Лео Ван Дер Кеттери, главным образом занявшийся составлением и производством пластинок. Выпустив синглы «Blossom lady» и «Out of sight out of mind», группа отправилась в мировое турне, и 28-30 июля 1971 года в Японии записывается концертный альбом группы «Live in Japan».

## Список композиций
Автор всех песен — Робби ван Леувен, за исключением «I Saw Your Face», написанной Реггисом Муллем.
| №  | Название                 | Длительность |
| -- | ------------------------ | ------------ |
| 1. | «Shocking You»           | 2:59         |
| 2. | «Velvet Heaven»          | 3:23         |
| 3. | «Love Sweet Love»        | 3:12         |
| 4. | «I Saw Your Face»        | 2:56         |
| 5. | «Simon Lee and the Gang» | 1:49         |
| 6. | «Serenade»               | 3:26         |

| №   | Название                | Длительность |
| --- | ----------------------- | ------------ |
| 7.  | «Don't You See»         | 2:43         |
| 8.  | «The Bird of Paradise»  | 2:49         |
| 9.  | «Moonlight Night»       | 4:55         |
| 10. | «Sleepless at Midnight» | 2:30         |
| 11. | «I'll Follow the Sun»   | 2:44         |

| №   | Название                     | Длительность |
| --- | ---------------------------- | ------------ |
| 12. | «Never Marry a Railroad Man» | 3:03         |
| 13. | «Roll Engine Roll»           | 3:14         |
| 14. | «Waterloo»                   | 3:24         |
| 15. | «Blossom Lady»               | 3:33         |
| 16. | «Is This a dream?»           | 3:45         |
| 17. | «Poor Boy (полная версия)»   | 4:50         |

## Участники записи
- Маришка Вереш — вокал
- Робби ван Леувен — гитара, банжо, мандолина и бэк-вокал
- Кор ван дер Бек — ударные, перкуссия
- Клаше ван дер Вол — бас-гитара
- Лео ван де Кеттери — гитара